# Audrey Hollander
Audrey Hollander (Louisville, Kentucky, 1979. november 4. – ) amerikai pornószínésznő.
Audrey Hollander (más néven: Lindsay Gene Abston Brush) 168 centiméter magas. Kentuckyban született. Első filmjében Ed Powers-szel szerepelt. 2013 novemberéig több mint 400 produkcióban szerepelt. 2011-ben elvált. Rövid kihagyás után 2012 októberében visszatért a pornóiparhoz. Rendezőként 2005-től 2006-ig dolgozott aktívan. A következő nevek alatt lehet megtalálni az interneten: Audry Hollinder, Princess Slave, Audry Hollander, Audrey, Audry.

## Válogatott filmográfia
- 2007 Triple Ecstasy
- 2007 Violation of Heather Gables
- 2007 2 in the Chute
- 2007 Ass Blasting Felching Anal Whores
- 2007 eXXXtra eXXXtra: The Bad Girls of Hollywood
- 2007 Sexual Desires
- 2007 Filth Factory
- 2007 Two Timers 5
- 2007 Power Bitches 2
- 2007 Anal Nurse Whores
- 2007 Anal Solo Masturbation
- 2007 Assploitations 8
- 2007 Back Roads
- 2007 Big Tit Ass Stretchers 3
- 2007 Big Tit Ass Stretchers 5
- 2007 Bondage & Perversion in L.A.
- 2007 Fusxion Fetish
- 2007 Klub Slutz
- 2007 Make Her Ass Scream: Louder Bitch
- 2007 Mayhem Explosions 7
- 2007 My Imaginary Life
- 2007 Naughty Book Worms 10
- 2007 Oral Consumption 9
- 2007 Otto and Audrey on the Prowl
- 2007 Otto and Audrey Out of Control
- 2007 Pain for Fame
- 2007 Playgirl: Soaked in Sex
- 2007 Power Play
- 2007 Smut Merchant
- 2007 The Frat House